# De Cock en het lijk op retour
De Cock en het lijk op retour is het achtentwintigste deel van de De Cock-serie.

## Verhaal
Rechercheur De Cock wordt thuis om kwart over zeven ’s ochtends uit zijn slaap gebeld door een radiopresentator. Slaperig zegt hij zijn medewerking toe. Een meisje uit Purmerend, de 18-jarige Sandra Verloop mag een bekende Nederlander uitkiezen om mee in contact te komen. De Cock voelt er niet veel voor maar zijn vrouw herinnert hem er aan dat hij de volgende dag zelf naar Hilversum zou gaan om deel te nemen aan een discussieprogramma over de politie. Zo kan hij twee vliegen in een klap slaan zonder tegen een uitdrukkelijke dienstorder in te gaan. Commissaris Buitendam staat zelfs toe dat de Cock heen en weer rijdt naar Hilversum in een bedrijfsauto, de Volkswagen. Probleem is echter dat De Cock meestal Dick Vledder laat rijden. De autorit met Sandra terug uit Hilversum is wel gezellig, maar het autorijden zelf blijft een beproeving voor De Cock. Onderweg nemen ze een lifter met autopech mee. Sandra vroeg dringend aan De Cock om niet te stoppen, maar De Cock stuurt de wagen naar de vluchtstrook. Een man van achter in de vijftig zou de turbo van zijn Mercedes hebben opgeblazen. Nadat De Cock hem in Amsterdam langs de Middenweg op tram 9 heeft gezet, durft Sandra weer te praten. Ze heeft in de vluchtstrookauto het lijk van een dode vrouw gezien, toen in een flits het licht van koplampen eroverheen gleed. De Cock besluit tram 9 te achtervolgen om zijn lifter te arresteren. Maar de man ontsnapt rennend aan de grijze rechercheur. Nadat op het bureau Linnaeusstraat Sandra haar ouders heeft gebeld, rijden ze terug naar de vluchtstrook. De auto is verdwenen. Een politieauto stopt naast de politievolkswagen uit Amsterdam en een jonge wachtmeester van de Rijkspolitie zegt een wagen met een lijk te zoeken. De Cock zegt hun dat ze het slachtoffer zijn geworden van een macabere grap.
De volgende ochtend heeft Dick Vledder zijn bedenkingen over dit soort collegialiteit. De Cock heeft duidelijk gefaald. Geen kenteken, geen type van de Mercedes, was het wel een Mercedes? Langzaam aan gaan de hersens van De Cock weer werken. De lifter droeg geen handschoenen. Hij gaat de dactyloscopist Ben Kreuger vragen de politieauto te kwasten op achtergelaten ‘vingertjes’. Vlak daarna wordt er een lijk van een jonge vrouw gemeld in een auto bij het havengebouw. Het blijkt te gaan om een Volvo 740 GL. Een dienstdoende agent blijkt de gewoonte te hebben daar dagelijks de kentekens van auto’s te noteren die er langer dan een dag staan. Zo vond hij de Volvo met inhoud. Lijkschouwer dokter Den Koninghe spreekt van wurging, minimaal 11 uur eerder. En de dienstdoende agent komt nog melden dat de Volvo 740 GL gisteren is gestolen bij de AVRO-studio. De twee rechercheurs rijden naar Purmerend om Sandra foto’s van de dode vrouw te laten zien. Maar inmiddels ligt Sandra in het Slotervaartziekenhuis na een molestatie bij het Centraal Station. Een taxichauffeur heeft haar daarheen vervoerd. De man heet Simon Janszen en hij meldt zich persoonlijk bij de recherchekamer aan de Warmoesstraat. Hij heeft gezien dat Sandra een klap van een man kreeg en op het Stationsplein in elkaar zakte. Van de dader heeft hij alleen een kenmerkende hand met tatoeage gezien. Een tatoeage in rood en blauw, een klauw met stokken.
Napratend met Dick Vledder herinnert De Cock zich dat het EO-programma waaraan hij meewerkte werd opgenomen bij dezelfde AVRO-studio. Hij vraagt via Dick Vledder aan de Hilversumse collega’s uit te kijken naar een Mercedes op het AVRO-terrein. Het antwoord is treffend. De gezochte Mercedes staat naast de plek waar de Volvo 740 werd gestolen. De volgende ochtend heeft Dick Vledder al veel nieuws als De Cock zoals gebruikelijk te laat komt. De dode vrouw is Mareille van Luxwoude en ze had 15.000 gulden in haar handtasje. Ze was in het bezit van een Fiat Panda. Met de aangetroffen huissleutels bezoeken de twee rechercheurs haar woning aan de Brouwersgracht. Na zonder aanbellen te zijn binnengeraakt confronteren ze de bewoner, George Brisbane, met haar dood. Hij geeft als beroep op makelaar in relaties. Hij noemt als dader André Grubbenvorst. Rechercheur De Cock besluit dat het tijd wordt om zijn licht op te steken bij Smalle Lowietje. De caféhouder kent inderdaad George Brisbane. Men noemt het escort maar het is gewoon de handel van de wallen. Als De Cock over de vermoorde vrouw vertelt, merkt Lowie op dat zij dan zijn tweede dode ‘niese’ is. Terug aan de Warmoesstraat komt De Cock erachter dat de vorige dode vrouw drie jaar eerder in het bos tussen Hilversum en Baarn in een auto werd gevonden. George Brisbane had in Hilversum aangifte gedaan van de verdwijning van zijn vriendin, Lucienne Wildenborch.
Inmiddels meldt zich in de recherchekamer Alex van Waardenburg uit Hilversum. Hij betaalt elke maand een contant bedrag aan George. Nu hij hoort dat Mareille dood is beschuldigt hij op zijn beurt George van de moord. Vledder herkent een eerder genoemde tatoeage op zijn hand. In het Slotervaartziekenhuis zoeken de twee rechercheurs Sandra op, die zegt er goed aan toe te zijn. De taxichauffeur reed niet in een taxi maar de foto van de dode vrouw Mareille komt overeen met het lijk op de vluchtstrook. Ze heeft de lifter inderdaad op het Stationsplein achtervolgt. Ze bleef roepen “dat is hem”. Uiteindelijk sloeg de man haar neer en zei nog dat hij het niet was. Maar Sandra weet zeker dat het de lifter was. Ze was van plan de lifter te laten arresteren door de spoorwegpolitie. Bij het afscheid geeft Sandra als haar mening dat De Cock achter de verkeerde moordenaar aanzit.
De Cock geeft Dick Vledder opdracht naar de Chopinlaan in Hilversum te rijden, alwaar André Grubbenvorst woont. De Cock weet Dick Vledder heel wat te vertellen over André, dankzij een oud fraudeonderzoek. Sindsdien heeft hij een dankbare informant uit de financiële wereld van het Gooi, waar hij af en toe een beroep op doet. André is een rijke, gescheiden industrieel. De twee rechercheurs klimmen op instigatie van De Cock over het toegangshek en vinden onder een laurierkers de gezochte Fiat Panda. Even later onderwerpen ze de tegenstribbelende bewoner aan een verhoor. Hij kent inderdaad Mareille. Toen George Brisbane hem belde dat Mareille was vermoord, vroeg André hem het wagentje weg te halen. Maar tot nu toe staat het er nog. Mareille werd na bewezen diensten de dag van haar verdwijning bij hem opgehaald met een zwarte Volvo. Terugrijdend naar Amsterdam hebben beide rechercheurs de inmiddels bekende tatoeage bij hem opgemerkt. Terug in Amsterdam zit Adèle Wildenborch op de twee rechercheurs te wachten. Ze is de moeder van Lucienne en ze heeft duidelijk een appeltje met George Brisbane te schillen. In Engeland werd na een veroordeling wegens souteneurschap de grond kennelijk te heet onder zijn voeten. Zowel Lucienne als Mareille werden gewurgd in een auto achtergelaten. Ze laat foto’s zien van Lucienne en De Cock noteert wel enige gelijkenis met Mareille. Bij haar afscheid zegt Adèle nog dat Lucienne haar verteld had door George te zullen worden vermoord.
De volgende morgen wordt De Cock bij commissaris Buitendam ontboden wegens een klacht van de bewoner van de Chopinlaan te Hilversum wegens huisvredebreuk. De grijze rechercheur is niet onder de indruk en wordt de kamer uitgestuurd als hij zijn chef en Mr.Schaaps beschuldigt een moordenaar in bescherming te nemen. Dick Vledder heeft beter nieuws. De gestolen zwarte Volvo staat op naam van Petrus Johannes Terschuur uit Hilversum. De Mercedes werd ook als gestolen opgegeven en staat op naam van European Technics Corp., het bedrijf van André Grubbenvorst. De aangifte van deze diefstal werd gedaan door de geheimzinnige taxichauffeur Simon Janszen, een werknemer van het bedrijf. In Hilversum gaan de twee rechercheurs Petrus Terschuur bezoeken om hem mee te delen dat zijn zwarte Volvo is gevonden. Laatstgenoemde blijkt weduwnaar te zijn en desgevraagd gebruik te maken van de diensten van Mareille. Hij heeft zijn Volvo, waarschijnlijk met sleuteltjes in het slot op het parkeerterrein van de AVRO-studio achtergelaten en is naar huis gewandeld. Hij was die dag te laat bij het radioprogramma van De Cock over de politie, vandaar.
De Cock schakelt Smalle Lowietje in om George Brisbane een aantal uren aan de praat te houden. Samen met Dick Vledder gaat hij het appartement van George en Mareille nog eens doorzoeken. Ze treffen een kaartenbak aan met klantgegevens. Terschuur blijkt een advocaat in ruste. De kaartgegevens gaan 4 jaar terug. Maar dat betekent dat Terschuur ook de vermoorde Lucienne misschien heeft gekend. Als ze gerommel horen verbergen de twee rechercheurs zich onder het bed. Een dief steelt de kaartenbak. Ze rennen de dief achterna en Vledder overmeestert hem buiten. Het is Simon Janszen. Tijdens zijn verhoor worden de twee rechercheurs weggeroepen wegens een schietpartij op de De Ruijterkade. De Cock vraagt aan wachtcommandant Jan Kusters om even goed op Simon te passen. Op de plaats delict blijkt het neergeschoten slachtoffer reeds overleden. De Cock laat Dick Vledder een tatoeage zien. Het is zijn mysterieuze lifter. De Cock regelt met lijkschouwer dokter Den Koninghe dat het slachtoffer naar het Zuiderkruisziekenhuis wordt gebracht. “Levend”. De Cock legt uit dat de directie van dat ziekenhuis hem iets is verschuldigd wegens een zaak uit het verleden. De Cock legt de twee broeders van de gemeentelijke dienst, Dokter Den Koninghe en de dienstdoende agent een zwijgplicht op en vertrekt naar het bureau Warmoesstraat. Aldaar geeft hij aan Jan Kusters door dat het slachtoffer in het Zuiderkruisziekenhuis ligt. Simon Janszen krijgt wel precies te horen op welke kamer het slachtoffer, ene Josephus Cornelis Losser ligt. Simon laat niet veel los. De Cock laat hem gaan in afwachting van George Brisbane, die aangifte van inbraak zal komen doen. De Cock en Dick Vledder halen hun collega’s Appie Keizer en Fred Prins op ter assistentie. In de ziekenhuiskamer klinkt een schot en vlak daarna wordt Alex van Waardenburg gearresteerd.
De vier rechercheurs houden bij De Cock een nabespreking. Ook Sandra en de jonge agent met zwijgplicht zijn van de partij. Sandra komt er vragend achter dat de mysterieuze lifter dood is en dat hij inderdaad de moordenaar niet was. De Cock legt uit dat er onenigheid was tussen de samenzweerders gedurende het hele onderzoek. Het betreft vier heren, André, Petrus, Alex en Josephus. Ze dienden samen in Nederlands-Indië en in Korea. Toen ze aldaar aan de dood ontsnapt waren lieten ze alle vier tatoeages aanbrengen. Josephus Losser paste al snel niet meer in het groepje, maar de andere drie werden steeds rijker in het zakenleven. Uiteindelijk kwamen ze alle drie met Lucienne in contact, die Alex van Waardenburg abusievelijk ombracht, geobsedeerd door haar ranke hals. De drie herinneren zich dan opeens hun oude strijdmakker. Josephus is bereid om voor 10.000 gulden het lijk betrouwbaar te laten verdwijnen. Drie jaar later gaat Alex voor de tweede keer in de fout en kameraad Losser ontvangt een nieuw lijk en 15.000 gulden. Deze keer geeft het gedrag van Josephus Losser aanleiding tot argwaan. Ze rijden hem na in zijn Mercedes en zien hem als lifter instappen in een oude Volkswagen. Ex-advocaat Terschuur heeft een plan. Hij laadt het lijk over van de Mercedes in zijn Volvo en laat die auto met lijk achter in Amsterdam. De Cock vindt deze keer de tegenstanders slimmer dan de recherche. Maar hun achilleshiel was Josephus Losser, die zou kunnen gaan praten. Ze besluiten hem te executeren en Alex van Waardenburg haalde de trekker over. Toen De Cock Simon Janszen liet gaan, vertelde hij het mislukken van de aanslag aan de drie heren. Alex haalt in het ziekenhuis opnieuw de trekker over richting een slecht lijkende pop. Sandra en De Cock besluiten naar de begrafenis van lifter Losser te gaan. De jonge politieman krijgt opdracht Sandra naar Purmerend terug te brengen. Mevrouw De Cock vindt het een taak van De Cock. Maar de grijze speurder vindt het beter zo. Hij vraagt olijk of zij het dan zo erg vond om met een politieman te trouwen?